# Extreme Rules (2021)
Extreme Rules (2021) foi o 13º evento anual de luta livre profissional Extreme Rules produzido pela WWE. Foi realizado para lutadores das divisões de marca Raw e SmackDown da promoção. O evento foi ao ar em pay-per-view (PPV) em todo o mundo e estava disponível para transmissão ao vivo através do Peacock nos Estados Unidos e da WWE Network internacionalmente, o que o tornou o primeiro Extreme Rules ao ar no Peacock. Aconteceu em 26 de setembro de 2021, na Nationwide Arena em Columbus, Ohio. Foi o primeiro evento Extreme Rules a ser realizado em setembro, substituindo o Clash of Champions que foi realizado anteriormente naquele mês.
O evento estava originalmente programado para ocorrer em 18 de julho no SAP Center em San Jose, Califórnia, mas foi adiado e realocado devido a problemas decorrentes da pandemia do COVID-19 em 2020. Embora o tema do evento seja baseado em luta livre hardcore, para o evento de 2021, apenas a partida do evento principal contou com uma estipulação baseada em hardcore. O evento de 2021 também teve um retorno ao seu nome original, depois que o evento do ano anterior foi intitulado The Horror Show at Extreme Rules. O show também foi notável por ser o primeiro e até agora único evento Extreme Rules em que nenhum título mudou de mãos - cinco campeonatos foram defendidos e mantidos.
Sete partidas foram disputadas no evento, incluindo uma no pré-show do Kickoff. No evento principal, Roman Reigns derrotou "The Demon" Finn Bálor em uma luta Extreme Rules para manter o Campeonato Universal. Em outras lutas de destaque, The Usos (Jey Uso e Jimmy Uso) derrotaram The Street Profits (Angelo Dawkins e Montez Ford) para manter o Campeonato de Duplas do SmackDown, a Campeã Feminina do SmackDown Becky Lynch enfrentou Bianca Belair, que terminou em no contest após Sasha Banks fazer seu retorno e, posteriormente, atacar as duas competidoras, e Damian Priest derrotou Jeff Hardy e Sheamus em uma luta triple threat para manter o Campeonato dos Estados Unidos.

## Produção

### Introdução
Extreme Rules é um evento anual pay-per-view (PPV) e WWE Network produzido pela WWE desde 2009. O conceito do show é que o evento apresenta várias lutas que são disputadas sob regras hardcore e geralmente apresenta uma luta Extreme Rules. A extinta promoção Extreme Championship Wrestling, que a WWE adquiriu em 2003, originalmente usava o termo "regras extremas" para descrever os regulamentos de todas as suas lutas; A WWE adotou o termo e, desde então, o usou no lugar de "jogo hardcore" ou "regras hardcore". O evento do ano anterior foi intitulado The Horror Show at Extreme Rules, devido a ter partidas com temas de terror em seu card; o evento de 2021 marcaria um retorno ao seu nome original. O evento de 2021 foi o 13º evento sob a cronologia Extreme Rules e contou com lutadores das marcas Raw e SmackDown. Foi também o primeiro Extreme Rules a ir ao ar na Peacock depois que a versão americana da WWE Network se fundiu sob Peacock em março.
O evento Extreme Rules de 2020 deveria ocorrer originalmente no SAP Center em San Jose, Califórnia, mas teve que ser transferido para o WWE Performance Center em Orlando, Flórida, e realizado a portas fechadas devido à pandemia do COVID-19. O SAP Center divulgou uma declaração oficial de que eles sediariam o evento de 2021. O local também anunciou que não haveria reembolsos (a menos que uma nova data não fosse determinada dentro de 60 dias), mas os ingressos comprados seriam honrados para o evento do ano seguinte. No entanto, em maio de 2021, foi relatado que, devido à pandemia em andamento, o evento de 2021 seria realizado em 18 de julho na bolha bio-segura do WWE ThunderDome no Yuengling Center em Tampa, Flórida, mas depois que a WWE anunciou que eles estariam retomando a turnê ao vivo em meados de julho, essa data foi dada ao Money in the Bank. Em 9 de julho de 2021, a WWE anunciou que o Extreme Rules seria realizado em 26 de setembro na Nationwide Arena em Columbus, Ohio, que era a data e o local iniciais relatados para o Clash of Champions.

### Histórias
O evento contou com sete lutas, incluindo uma no pré-show do Kickoff. As lutas resultaram de histórias roteirizadas, onde os lutadores retratavam heróis, vilões ou personagens menos distinguíveis em eventos roteirizados que criavam tensão e culminavam em uma luta ou série de lutas. Os resultados foram predeterminados pelos escritores da WWE nas marcas Raw e SmackDown, enquanto as histórias foram produzidas nos programas de televisão semanais da WWE, Monday Night Raw e Friday Night SmackDown.
No SummerSlam, Bianca Belair foi originalmente escolhida para defender o Campeonato Feminino do SmackDown contra Sasha Banks. No entanto, Banks não pôde comparecer por motivos desconhecidos. Carmella foi então anunciada como substituta de Banks. Antes que a luta pudesse começar, no entanto, Becky Lynch, em sua primeira aparição desde o Raw após Money in the Bank em maio de 2020, fez um retorno surpresa, atacou Carmella, desafiou Belair e, posteriormente, a derrotou em 26 segundos para conquistar o título. No SmackDown seguinte, Belair desafiou Lynch para uma revanche, no entanto, Lynch recusou. Belair então venceu uma partida fatal four-way para se tornar a desafiante número um. Na semana seguinte, Belair desafiou Lynch para uma luta naquela noite, mas Lynch recusou novamente, afirmando que defenderia o título quando estivesse pronta. Mais tarde nos bastidores, os oficiais da WWE Adam Pearce e Sonya Deville disseram a Lynch que ela defenderia o título contra Belair no Extreme Rules.
No episódio de 23 de julho do SmackDown, depois que Roman Reigns recusou o desafio de John Cena para uma luta pelo Campeonato Universal no SummerSlam, Finn Bálor desafiou Reigns pelo título no evento, que Reigns aceitou. Durante a assinatura do contrato, no entanto, ocorreu uma briga, resultando em Cena assinar o contrato e se tornar o oponente de Reigns no SummerSlam onde Reigns manteve. Bálor teve sua oportunidade pelo título no episódio de 3 de setembro do SmackDown, mas não teve sucesso. Uma revanche entre os dois pelo Campeonato Universal foi marcada para o Extreme Rules. No episódio de 10 de setembro, foi revelado que Reigns enfrentaria o alter ego de Bálor, "The Demon", e mais tarde foi estipulado para ser uma luta Extreme Rules.
No SummerSlam, Damian Priest derrotou Sheamus para ganhar o Campeonato dos Estados Unidos. No Raw de 30 de agosto, Priest manteve o título contra Sheamus e Drew McIntyre em uma luta triple threat. No episódio seguinte, Sheamus derrotou McIntyre para ganhar uma luta pelo Campeonato dos Estados Unidos contra Priest no Extreme Rules. No episódio de 20 de setembro, Jeff Hardy derrotou Sheamus para ganhar uma vaga na luta pelo título no Extreme Rules, tornando-se uma luta triple threat.

## Evento
| Papel:                   | Nome:                     |
| ------------------------ | ------------------------- |
| Comentarista em inglês   | Michael Cole (SmackDown)  |
| Comentarista em inglês   | Pat McAfee (SmackDown)    |
| Comentarista em inglês   | Jimmy Smith (Raw)         |
| Comentarista em inglês   | Corey Graves (Raw)        |
| Comentarista em inglês   | Byron Saxton (Raw)        |
| Comentarista em espanhol | Carlos Cabrera            |
| Comentarista em espanhol | Marcelo Rodriguez         |
| Anunciadores de ringue   | Greg Hamilton (SmackDown) |
| Anunciadores de ringue   | Mike Rome (Raw)           |
| Árbitros                 | Jason Ayers               |
| Árbitros                 | Jessika Carr              |
| Árbitros                 | Dan Engler                |
| Árbitros                 | Darrick Moore             |
| Árbitros                 | Chad Patton               |
| Árbitros                 | Rod Zapata                |
| Entrevistadora           | Sarah Schreiber           |
| Painel do pre-show       | Kayla Braxton             |
| Painel do pre-show       | Kevin Patrick             |
| Painel do pre-show       | John Bradshaw Layfield    |
| Painel do pre-show       | Peter Rosenberg           |
| Painel do pre-show       | Booker T                  |
| Painel do pre-show       | Sonya Deville             |

### Pre-show
Durante o pré-show do Extreme Rules, enquanto o The New Day (Campeão da WWE Big E, Kofi Kingston e Xavier Woods) foram entrevistados nos bastidores depois de chegarem à arena, eles foram confrontados por AJ Styles e Omos. Bobby Lashley então atacou Big E por trás e todos os seis homens brigaram. Pouco depois, o pessoal dos bastidores os separou. Uma luta de duplas de seis homens foi anunciada para o card principal.
Também durante o pré-show, Liv Morgan enfrentou Carmella. Antes da partida, Carmella insultou Morgan afirmando que Morgan não era bonita. Morgan então atacou Carmella por trás e a luta começou. No final, Morgan jogou Carmella na mesa dos locutores. De volta ao ringue, Morgan executou um Springboard Flatliner em Carmella para vencer a luta.

### Luta preliminares
O pay-per-view começou com The New Day (Campeão da WWE Big E, Kofi Kingston e Xavier Woods) enfrentando Bobby Lashley, AJ Styles e Omos em uma luta de duplas de seis homens. Durante a luta, Kingston tentou fazer a marcação para Big E, mas Lashley puxou Big E do ringue e o atacou. Woods marcou e acertou um Tornado DDT em Lashley para uma queda. Lashley então acertou um Running Powerslam em Woods para uma queda. Big E marcou e acertou três Suplexes Belly-to-Belly e um Warrior Splash em Styles. Big E e Kingston acertaram uma combinação Double Stomp/Powerbomb em Styles, mas Lashley quebrou o pin. Lashley foi para uma lança, mas Kingston o mandou para fora do ringue. Kingston foi para um Suicide Dive em Lashley, mas Omos pegou Kingston no ar com um Chop. Quando Lashley foi para a Spear no Big E, Styles se marcou e perdeu um Phenomenal Forearm no Big E, enquanto Lashley se marcou e Lashley acidentalmente acertou uma Spear em Styles. Big E atingiu o Big Ending em Lashley para vencer a luta.
Em seguida, The Usos (Jey Uso e Jimmy Uso) defenderam o Campeonato de Duplas do SmackDown contra The Street Profits (Angelo Dawkins e Montez Ford). Os Usos atacaram as costelas machucadas de Ford durante a luta. No final, The Street Profits atingiu um Blockbuster em Jimmy, e Ford quase caiu. Os Usos jogaram Dawkins na barricada e Ford acertou um Running Flip Dive em Jey e Jimmy. De volta ao ringue, Ford acertou um Frog Splash em Jey para quase cair. Os Usos acertaram um Double Superkick em Dawkins e um em Ford. Os Usos acertaram um Double Superfly Splash em Ford para manter os títulos.
Depois disso, Charlotte Flair defendeu o Campeonato Feminino do Raw contra Alexa Bliss. Durante a luta, Flair tentou um Top Rope Moonsault, mas Bliss se moveu, no entanto, Flair caiu de pé e acertou um Moonsault para quase cair. Flair errou Seleção Natural e Bliss acertou uma Sunset Flip Powerbomb por quase uma queda. Bliss foi para Twisted Bliss, mas Flair se mudou. Flair foi para o Figure-Eight, Bliss rebateu em um Inside Cradle para quase cair. Bliss acertou um DDT, mas Flair colocou o pé na corda de baixo. Flair agarrou Lilly e jogou em Bliss, causando uma distração para Flair acertar a Bota da Rainha e Seleção Natural para manter o título. Depois, Flair atacou Bliss e rasgou Lilly. Uma Bliss perturbada sentou-se no ringue e chorou enquanto segurava os restos de Lily.
Na quarta luta, Damien Priest defendeu o Campeonato dos Estados Unidos em uma luta triple threat contra Jeff Hardy e Sheamus. Quando a luta começou, Sheamus acertou um Brogue Kick em Hardy. Durante a luta, Priest acertou uma Falcon Arrow em Hardy, mas Sheamus quebrou o pin. Do lado de fora, Sheamus jogou Priest no poste do ringue. Hardy acertou um Double Whisper in the Wind e quase caiu em Sheamus. Sheamus trancou o Cloverleaf em Hardy, mas Priest o quebrou. Sheamus acertou o White Noise no Priest, mas Hardy quebrou o pin. Hardy acertou o Twist of Fate em Priest e Sheamus. No final, Hardy acertou a Swanton Bomb em Priest e Sheamus. Sheamus acertou o Brogue Kick em Hardy, e Priest conseguiu um roll-up em Sheamus para manter o título.
Na penúltima partida, Becky Lynch defendeu o Campeonato Feminino do SmackDown contra Bianca Belair. Belair foi para o KOD, mas Lynch saiu do ringue. Lynch então foi para o Manhandle Slam e o Dis-Arm-Her, mas Belair contra-atacou nas duas vezes. Perto do final do lado de fora, Lynch atingiu um Hurricanrana para Belair nos degraus de aço. De volta ao ringue, Lynch tentou um Armbar, mas Belair respondeu com um Powerbomb para uma queda. Lynch travou o Dis-Arm-Her, mas Belair contra-atacou e foi para o KOD, mas Sasha Banks voltou e atacou Belair, causando um no contest com Lynch mantendo o título. Depois, Banks colocou Belair e Lynch com um Backstabber.

### Evento principal
No evento principal, Roman Reigns defendeu o Campeonato Universal contra "The Demon" Finn Bálor em uma luta Extreme Rules. Durante a partida, Bálor atacou Reigns com um pacote de bastões de kendo colados com fita adesiva. Bálor puxou uma mesa, mas Reigns acertou o Running Driveby Dropkick para colocar Bálor de cabeça no poste do ringue. Os dois brigaram com a multidão onde Bálor acertou um Crossbody, colocando Reigns através de uma mesa. De volta ao ringue, Reigns colocou Bálor em uma mesa com um Uranage para uma queda. Reigns acertou um Superman Punch em Bálor por quase uma queda. Reigns acertou um Spear em Bálor e chutou enquanto também acertava Reigns com um golpe baixo. Bálor acertou o Coupe de Grace em Reigns, mas The Usos saiu e puxou Bálor para fora do ringue. Bálor colocou Jey Uso na mesa de locutores com uma Powerbomb. Reigns acertou uma Lança em Bálor através da barricada. Com todos caídos, luzes vermelhas piscaram e o som de um batimento cardíaco foi ouvido quando "The Demon" se levantou e atacou Reigns com uma cadeira de aço e o colocou em uma mesa. Quando Bálor foi para o Coup de Grace, a corda de cima quebrou e Bálor caiu e machucou o joelho. Reigns acertou um spear em Bálor para manter o título.

## Após o evento

### Raw
O episódio da noite seguinte do Raw começou com Big E defendendo o Campeonato da WWE contra o ex-campeão Bobby Lashley, que terminou por desqualificação devido a Kofi Kingston e Xavier Woods do New Day interferindo com Cedric Alexander e Shelton Benjamin, sugerindo uma reunião do The Hurt Business. Uma revanche ocorreu mais tarde no evento principal, que foi disputada dentro de uma gaiola de aço para evitar interferência, onde Big E derrotou Lashley para manter o campeonato.
O Campeão dos Estados Unidos Damian Priest defendeu o título contra Sheamus em uma luta sem desqualificação, onde Priest manteve mais uma vez.
A Campeã feminina do Raw, Charlotte Flair, lançou um desafio aberto pelo título depois de afirmar que havia derrotado todas as mulheres da lista. O desafio foi respondido por Doudrop, que perdeu a partida devido à interferência de Eva Marie.

### SmackDown
No episódio seguinte do SmackDown, foi anunciado que Becky Lynch defenderia o Campeonato Feminino do SmackDown contra Bianca Belair e Sasha Banks em uma luta triple threat no Crown Jewel.
Liv Morgan e Carmella estavam programadas para ter uma revanche no próximo SmackDown, mas a luta nunca começou oficialmente e Carmella derrubou Morgan. Os dois então tiveram uma revanche na semana seguinte, que também foi uma partida de quartas de final para o inaugural Queen's Crown tournament, a versão feminina do torneio King of the Ring. Carmella venceu para avançar no torneio.
Também no episódio seguinte do SmackDown, o WWE Draft de 2021 começou e terminou com o episódio do Raw de 4 de outubro. Os resultados do draft entraram em vigor a partir do episódio de 22 de outubro do SmackDown, na noite após a Crown Jewel.

## Resultados
| Nº                                          | Resultados                                                                                      | Estipulações                                           | Tempo |
| ------------------------------------------- | ----------------------------------------------------------------------------------------------- | ------------------------------------------------------ | ----- |
| Pré- show                                   | Liv Morgan derrotou Carmella                                                                    | Lutas individual                                       | 7:52  |
| 1                                           | The New Day (Big E, Kofi Kingston e Xavier Woods) derrotaram Bobby Lashley, AJ Styles e Omos    | Luta six-man tag team                                  | 18:15 |
| 2                                           | The Usos (Jey Uso e Jimmy Uso) (c) derrotaram The Street Profits (Angelo Dawkins e Montez Ford) | Luta de duplas pelo Campeonato de Duplas do SmackDown  | 13:45 |
| 3                                           | Charlotte Flair (c) derrotou Alexa Bliss                                                        | Lutas individual pelo Campeonato Feminino do Raw       | 11:25 |
| 4                                           | Damian Priest (c) derrotou Jeff Hardy e Sheamus                                                 | Luta triple threat pelo Campeonato dos Estados Unidos  | 13:25 |
| 5                                           | Becky Lynch (c) vs. Bianca Belair terminou em no contest                                        | Lutas individual pelo Campeonato Feminino do SmackDown | 17:26 |
| 6                                           | Roman Reigns (c) (com Paul Heyman) derrotou "The Demon" Finn Bálor                              | Luta Extreme Rules pelo Campeonato Universal da WWE    | 19:45 |
| (c) – Refere-se aos campeões antes da luta. |                                                                                                 |                                                        |       |